# David Hogg (Aktivist)

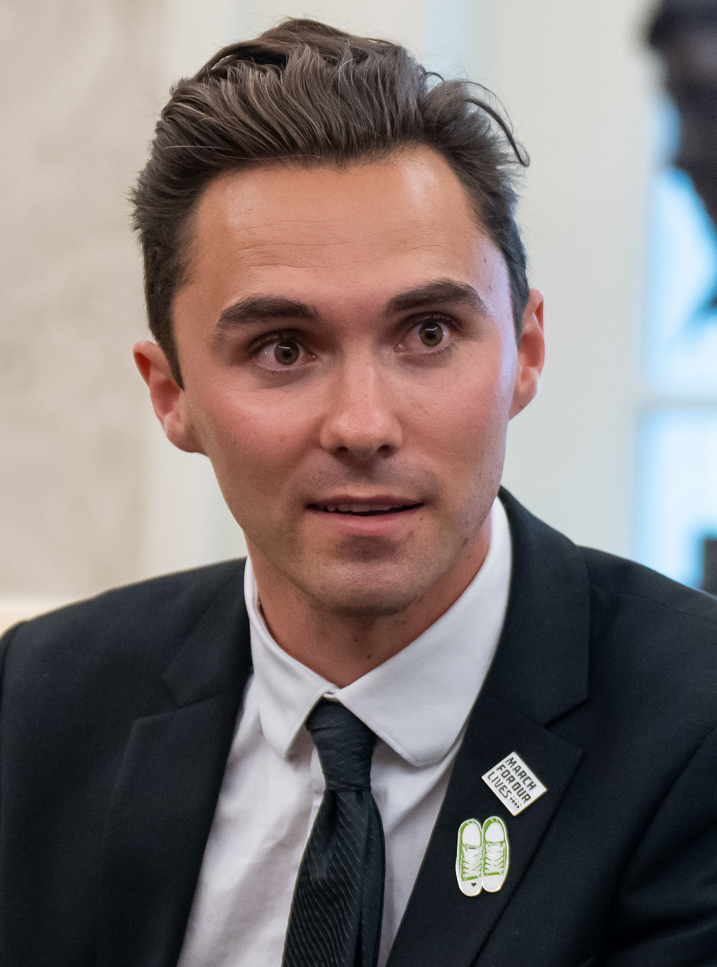
David Hogg (2023)

David Miles Hogg (* 12. April 2000 in Los Angeles, Kalifornien) ist ein ehemaliger Schüler an der Marjory Stoneman Douglas High School (MSD) in Parkland (Florida), der das dortige Schulmassaker am 14. Februar 2018 überlebte (Parkland Survivor). Er ist seitdem Aktivist gegen Waffengewalt und für schärfere Waffengesetze sowie Autor. Als Mitgründer von Never Again MSD und Initiator des March for Our Lives und anderer Proteste wurde er eine führende Stimme der Proteste zu Waffenkontrolle in den Vereinigten Staaten 2018 und mehrfach ausgezeichnet. Aufgrund seines Engagements ist er Opfer von Verschwörungstheorien.
Im Februar 2025 wurde er zu einem von insgesamt vier stellvertretenden Vorsitzenden (Vice Chairs) des Democratic National Committee, des nationalen Organisationsgremiums der Demokratischen Partei, gewählt. Er blieb bis Juni 2025 im Amt. 

## Ausbildung
David Hogg wurde im Jahr 2000 in Los Angeles als Sohn eines früheren FBI-Agenten, Kevin Hogg,  und einer Lehrerin im Broward County geboren und hat eine jüngere Schwester namens Lauren. Die Familie zog 2014 nach Florida. Hogg strebte an, Journalist zu werden, und entschied sich unter anderem deshalb für die Marjory Stoneman Douglas High, weil diese Kurse über Fernsehproduktion anbot. Er beteiligte sich dort an den Schulnachrichten Eagle Eye News.
Laura Ingraham von Fox News machte sich darüber lustig, dass im März 2018 mehrere Universitäten, bei denen er sich beworben hatte, ihn abgelehnt hatten,  entschuldigte sich dann aber dafür. Als Reaktion rief Hogg zu einem Boykott von Unternehmen auf, die während ihrer Show Werbung schalteten; insgesamt 24 von ihnen verließen die Show daraufhin. Nach seinem Schulabschluss am 3. Juni 2018 verkündete er, ein Gap Year einzulegen, um seinen Aktivismus in Washington, D.C. fortzusetzen. Am 22. Dezember 2018 gab er bekannt, dass er ab Herbst 2019 die Harvard University für ein Studium der Politikwissenschaft besuchen werde. Die Entscheidung Harvards, ihn anzunehmen, wurde von rechten Persönlichkeiten wegen Hoggs unterdurchschnittlicher Ergebnisse im Bewerbungstest kritisiert; Verteidiger hielten dagegen, dies zeige, dass der Test nicht alles sei. Nach seinem Abschluss wolle Hogg, sobald er 25 Jahre alt ist, als Abgeordneter für das Repräsentantenhaus der Vereinigten Staaten kandidieren. Er graduierte von Harvard im Mai 2023.
Seine Schwester Lauren kam drei Jahre nach ihm an die MDS und machte ihren Abschluss 2021.

## Schulmassaker von Parkland
Am 14. Februar 2018, einem Mittwoch, wurde die Marjory Stoneman Douglas High von einem ehemaligen Schüler, der zuvor den Feueralarm aktiviert hatte, mit einem Gewehr angegriffen, wodurch 14 Schüler und drei Erwachsene starben. David und Lauren Hogg waren an diesem Tag auch in der Schule anwesend. David saß zu dem Zeitpunkt in einem Advanced-Placement-Kurs für Umweltwissenschaften, als Geräusche zu hören waren, die für ihn – wie er der Lehrerin mitteilte – nach Schüssen klangen, worauf die Lehrerin die Tür abschloss. Weil es an dem Tag bereits einen Probealarm gegeben hatte, hielten sie auch diese Geräusche für eine Übung. Als der Feueralarm ertönte, machte die Klasse sich auf Richtung Ausgang, unwissentlich auch in Richtung des Täters, aber ein Hausmeister schickte sie zurück in den Klassenraum einer Lehrerin namens Ashley Kurth, wo sich darauf insgesamt 30 bis 40 Schüler befanden. Diese schloss den Raum ab und versteckte Schüler in einem Wandschrank. David schreibt dem Hausmeister und der Lehrerin zu, durch ihre heldenhaften Taten die Leben der Schüler gerettet zu haben. In dem Schrank erfuhr David über sein Handy in Echtzeit von der Tat und benutzte das Gerät, um seine Situation zu dokumentieren, Mitschüler zu interviewen und eine Botschaft zu hinterlassen, für den Fall, dass er nicht überleben würde: „Wir sind jetzt gerade in der Schule, [hier ist] ein Schütze. Es ist keine Übung und es geschieht in diesem Moment, es ist 2:52 Uhr. Ich habe ein Gewehr gehört, ich habe einen Schuss gehört. Wir dachten zuerst, es sei eine Übung, aber ist es nicht.“ David erhielt von seiner Schwester, die sich am anderen Ende des Gebäudes weit weg vom Schützen befand, eine Textnachricht und einen Anruf, und er selbst rief ihren Vater an, der ihn beruhigte und antwortete: „Ich bin auf dem Weg.“ Lauren schickte ihrer Mutter die Nachricht: „Code Red. An der Schule. Ich liebe euch auch.“, aber dann ging ihr Akku aus, sodass ihre Eltern während des Angriffs nichts Weiteres von ihr hörten. Nach etwa einer Stunde wurden die Schüler von einem SWAT-Team herausgeholt und David, Lauren und ihr Vater Kevin Hogg trafen zusammen.
David blieb bis in den Donnerstag auf dem Schulgelände und sprach am Morgen mit Reportern: „Das ist inakzeptabel. Das ist etwas komplett Inakzeptables und wir müssen handeln. […] Es sollten keine Kinder mehr sterben. Wir müssen handeln.“ Insbesondere rief er die gesetzgebenden Politiker zu tatsächlicher Handlung auf: „Wir sind Kinder, Ihr seid die Erwachsenen. Ihr müsst handeln […] und etwas hinkriegen.“

## Aktivismus gegen Waffengewalt

### Aktionen 2018 und 2019
Als Folge des Angriffs wurden viele überlebende Schüler der MSD, neben Hogg als prominent gewordene Namen unter anderem Emma González, Alfonso Calderon und Cameron Kasky, als Aktivisten gegen Waffengewalt und für strengere Waffengesetze tätig, die Proteste organisierten und anführten, zu Boykotts aufriefen und  die National Rifle Association und Politiker, die Spenden der NRA angenommen haben, stark kritisierten. Auch wenn dies hauptsächlich Republikaner traf, betonten die Schüler, dass ihre Bewegung nicht einer einzelnen Partei zugehörig oder gegen eine einzelne Partei gerichtet sei. Hogg sagte: „Die Politiker in diesem Land müssen zusammenarbeiten. Und es interessiert mich nicht, ob man Republikaner oder Demokrat ist. Es geht um die Leben von Kindern.“ Bei einem Interview mit CNN formulierte er, was er in der Gesetzgebung umgesetzt sehen will: „Dass das Mindestalter, um eine Waffe zu besitzen, bundesweit auf 21 gehoben wird; dass Bump Stocks verbannt werden; dass universelle Hintergrundüberprüfungen gesichert werden; dass sichergestellt wird, dass Menschen, die häusliche Gewalt verübt haben, keine Waffe mehr bekommen können, was in Florida zwar schwieriger, aber noch nicht unmöglich ist; dass Menschen mit krimineller Vergangenheit oder psychischer Störung nicht mehr diese Massentötungswaffen bekommen können.“
Bereits am Donnerstag wurde von Kasky die Organisation Never Again MSD gegründet, der Hogg und González als Führungsmitglieder am Samstag beitraten, als sie und Kasky bei einer Kundgebung in Fort Lauderdale für eine schärfere Waffenkontrolle gesprochen hatten. Kasky sagte über die beiden: „Wir sagten, wir sind die drei Stimmen hiervon. Wir sind stark, aber zusammen unaufhaltsam. Denn David hat eine großartige Selbstbeherrschung, er ist politisch unglaublich intelligent; ich habe etwas Selbstbeherrschung; und Emma hat wundervollerweise gar keine Selbstbeherrschung, denn sie versucht nicht, irgendwas vor irgendwem zu verbergen,“ Die Studenten, die möglichst viel in den Medien auftreten wollen, gaben in Parkland mehrere Kommentare und Interviews an Nachrichtensender und verkündeten auf diese Weise auch den March for Our Lives für den 24. März 2018.
Am Mittwoch, dem 21. Februar 2018, reiste eine Schülerdelegation nach Tallahassee, um sich im Florida State Capitol mit Abgeordneten von Florida, unter anderen Debbie Wasserman Schultz, zu treffen, während in Washington, D.C. ein Treffen mit Präsident Donald Trump stattfand. Laut seiner Mutter lehnte Hogg eine Einladung nach Washington ab, um in Tallahassee sein zu können, und forderte Trump auf, nach Parkland zu kommen. David, der bereits am Montag nach Los Angeles geflogen war, hatte am Mittwoch gemeinsam mit Lauren und Überlebenden vom Amoklauf an der Columbine High School einen Auftritt bei Dr. Phil, der am 22. Februar ausgestrahlt wurde, und flog am selben Tag nach Tallahassee. Über das Treffen dort sagte er: „Dies ist nur ein Übungslauf. Wenn wir es auf Bundesebene schaffen, zählt das hier nicht mehr.“
Hogg rief Touristen dazu auf, ihre Spring Break nicht in Florida zu verbringen, bis eine Waffenrechtsreform durchgebracht wird, und schlug stattdessen Puerto Rico als Ziel vor. Als der Republikaner Leslie Gibson, der um einen Platz im Repräsentantenhaus von Maine ohne Gegenkandidaten war, im März González als „Skinhead-Lesbe“ und Hogg als „kahlgesichtigen Lügner“ und Trottel bezeichnet hatte, rief Hogg dazu auf, gegen Gibson anzutreten, und dieser trat von seiner Kandidatur zurück.
Einen Monat nach dem Angriff fand ein National School Walkout statt, bei dem Schüler und Lehrer ihre Schulen für 17 Minuten (entsprechend der 17 Toten) verließen, den Hogg mitorganisierte. Nach dessen Erfolg postete er auf Twitter eine Werbung im Stil der NRA für den March for Our Lives unter dem Hashtag #WhatIf. Einen Tag vor dem Marsch sprach Hogg bei einer Veranstaltung von Axios zum Thema Waffenkontrolle. Im Gespräch mit Mike Allen kritisierte er die Medien dafür, die schwarze Schülerschaft der MSD unterrepräsentiert zu haben. Bei dem Marsch am 24. März hielt er eine Rede gegen untätige Politiker, mit der er den Ruf „No More“ anführte. Dabei trug er ein Preisschild von 1,05 $ um den Hals mit Bezugnahme auf US-Senator Marco Rubio. Hunter Pollack, Bruder eines Opfers namens Meadow, konnte seine Rede bei March for Our Lives nicht halten und behauptete, ausgeschlossen worden zu sein. Hogg postete ein Video dieser Rede, die Hunter bei einer „Ride for Meadow“-Veranstaltung hielt.
Auf Twitter drängte Hogg den Sprecher des Repräsentantenhauses, Paul Ryan, eine Abstimmung über Universal Background Checks zuzulassen, mit einer an ihn gerichteten Videobotschaft: „Oh hallo. Ich habe zuvor versucht, dich anzurufen, aber die Leitung war blockiert. Ich hinterließ ein paar Nachrichten, aber ich wollte sichergehen, dass du das hörst. Ich würde es wirklich toll finden, wenn du tatsächlich eine Abstimmung zu Universal Background Checks im Haus zulassen würdest. Über 90 % der Amerikaner unterstützen sie. Sie können helfen, einige Leben zu retten, und es gibt umfassenden Zuspruch für sie. Mach dir nicht mal die Mühe, hierauf zu antworten; mach es einfach! Danke.“ Mit den Hashtags #MyMessageToSpeakerRyan und #AllowTheVote rief er andere User zur Beteiligung auf. Ein Faktencheck im Oktober 2017 bestätigt die 90 %.
Am 20. April 2018 nahm Hogg an einem National School Walkout zum Jahrestag des Amoklaufs an der Columbine High School teil, nachdem der Direktor der Marjory Stoneman Douglas High Schülern bei Teilnahme mit Strafe gedroht hatte, und kritisierte, dass die Medien neben der MSD andere Schulen, die Angriffe erlebten und Protestaktionen durchführen, insbesondere wenn sie eine überwiegend schwarze Schülerschaft haben, vernachlässigen würden.
Im Mai 2018 inszenierte eine Gruppe Überlebender in Parkland einen Die-in in einem Publix-Supermarkt als Protest gegen die finanzielle Unterstützung des Pro-NRA-Kandidaten Adam Putnam und Hogg rief zu einem Boykott der Kette auf, worauf Publix seine Spenden aussetzte.
Im Juni 2018 veröffentlichten David und Lauren Hogg das Buch #NeverAgain: A New Generation Draws the Line, das auf der Bestsellerliste der New York Times landete. Sie spenden ihre Einnahmen. Außerdem ist David in dem Oktober erschienenen Buch Glimmer of Hope: How Tragedy Sparked a Movement  der „March for Our Lives“-Gründer und bewarb es gemeinsam mit González und Wind.
Ein Jahr nach dem Angriff hielt Hogg im Februar 2019 Reden in der Holliston High School, Massachusetts, und im März in der Westminster Presbyterian Church von Minneapolis, Minnesota.
Am 1. August verkündeten Gabby Giffords und March for Our Lives eine Diskussionsrunde für die Kandidatenfeld der Demokraten zum Thema Waffenkontrolle, die am 2. Oktober 2019 in Las Vegas zum Jahrestag vom Massenmord in Las Vegas 2017 stattfand. Hogg, der auf Twitter die Kandidaten zur Teilnahme einlud und drängte, sagte, er wolle von ihnen mutige und ganzheitliche Pläne sehen, die alle Aspekte von Waffengewalt angehen, einschließlich Suizide und andere Arten Schießereien, die weniger Beachtung erhalten als Massenmorde.

### Wählerregistrierung
Ein zentrales Anliegen von Hogg und Never Again MSD war, die Wählerregistrierung und Wahlbeteiligung zu erhöhen, insbesondere jüngerer Bürger ihrer Generation, die seit der letzten Wahl 18 geworden sind und bei den Halbzeitwahlen 2018 zum ersten Mal wählen durften. Dabei ging es vor allem darum, von der NRA unterstützte Kandidaten abzuwählen („Vote them out“). Bei ihren Veranstaltungen, wie Kundgebungen, Märschen und Walk outs, boten sie Teilnehmern auch die Möglichkeit, sich für die Wahl registrieren zu lassen. Hogg nutzte seinen 18. Geburtstag dazu, zum Wählen aufzurufen. Dass er an dem Tag seine Draft Card (Bescheinigung, dass er im Selective Service System registriert ist) erhielt, aber die Regierung ihn nicht auch automatisch zur Wahl registriert, sei lächerlich.
Sein Gap Year widmete er verstärkt dem Thema Jugendwahlbeteiligung mit dem Ziel, den größten Anstieg in der amerikanischen Geschichte zu erreichen. Im Juni 2018 startete Hogg mit March for Our Lives eine Bustour durch das Land, genannt Road to Change, die im Sommer in über 80 Gemeinden in 24 Staaten, in NRA-Hochburgen und Orten mit Fällen von Waffengewalt, Station machte, um junge Wähler zu registrieren und sich mit anderen Überlebenden auszutauschen. Hogg sprach dabei bei verschiedenen Gelegenheiten auch mit Gegenprotestlern, etwa von Open Carry Texas. Weitere Termine fanden im Herbst bis kurz vor den Halbzeitwahlen statt. Daneben startete Hogg Ende August eine Zusammenarbeit mit dem Bürgermeister von New York City, Bill de Blasio, für das Programm Mayors for Our Lives, mit dem Bürgermeister im ganzen Land Initiativen zur Registrierung junger Wähler unterstützen sollen.

## Unternehmen
Im Februar 2021 kündigte Hogg gemeinsam mit Softwareentwickler William LeGate, der die Finanzierung beiträgt, die Gründung eines Unternehmens zum Vertrieb von Kissen mit dem voraussichtlichen Namen Good Pillow an als direkte Konkurrenz zu dem Unternehmen My Pillow, dessen Gründer und CEO Mike Lindell als Trump-Anhänger und Verbreiter von Verschwörungstheorien in den Medien auftrat. Dies führte zu Kritik durch andere Parkland-Überlebende und Aktivisten und Hoggs Rücktritt als Vorstandsmitglied von March For Our Lives. Im April 2021 stieg er aus dem Unternehmen wieder aus und überließ alle Anteile LeGate, um sich auf Ausbildung und Aktivismus zu konzentrieren.

## Politik
Im August 2023 gründete Hogg das PAC „Leaders We Deserve“, das junge progressive Kandidaten helfen soll, gewählt zu werden, zusammen mit Kevin Lata, der 2022 Kampagnenmanager für Maxwell Frost war.
Am 16. Dezember 2024 kündigte Hogg an, zum stellvertretenden Vorsitzenden (Vice Chair) des Democratic National Committee zu kandidieren. Er wolle seinen Fokus darauf legen, junge Wähler zurückzugewinnen, die von der Demokratischen zur Republikanischen Partei gewechselt seien. Er erhielt Endorsements von Tim Walz und Eric Swalwell. Er wurde am 1. Februar 2025 als einer von drei Vice Chairs neben Malcolm Kenyatta und Artie Blanco gewählt.

## Verschwörungstheorien und Bedrohungen gegen Hogg
Im Anschluss an das Massaker und die erste Berichterstattung mit Überlebenden kam es schnell zur Verbreitung von Verschwörungstheorien durch konservative Politiker, rechtsextreme Meinungsmacher und russische Internetbots, von denen viele sich in verschiedenen Formen gegen Hogg richteten und hauptsächlich behaupteten, er sei gar kein Schüler der Marjory Stoneman Douglas High, sondern ein (von George Soros) bezahlter „Crisis Actor“. Benjamin A. Kelly, ein Angestellter des Abgeordneten Shawn Harrison, der diese Behauptung an die Zeitung Tampa Bay Times schrieb, wurde daraufhin gefeuert. 2017 hatte Hogg bei einem Urlaub in Kalifornien ein Video eines Streits aufgenommen und ein Interview darüber gegeben, das nach dem Massaker von einem User auf YouTube mit der Beschreibung „David Hogg, der Schauspieler“ neu hochgeladen wurde. Dieses Video erreichte den ersten Platz im YouTube-Trending, bevor es gelöscht wurde. Andere Verschwörungstheorien bezogen sich auf ein Foto von David und Lauren an einem Nachrichtenpult von CNN, das bei einer Besuchertour aufgenommen worden war. Auch wurde ein Polizeifoto eines im Jahr 2016 verhafteten David Guyton Hogg herangezogen, der damals 26 Jahre alt war, um die Identität des Schülers anzuzweifeln.
Hogg bezeichnete die Verschwörungstheorien als „großartige Werbung“. Durch ihre Angriffe seien seine Follower auf Twitter deutlich angestiegen und die Berichte über ihn in den Medien fortgesetzt worden, wofür er ihnen dankte.
Im Dezember 2018 wurden die Verschwörungstheorien über Hogg und andere Überlebende, wie González, von Politifact zur „Lüge des Jahres“ ernannt.
Im Februar 2018 gab Hoggs Mutter bekannt, dass die Familie mehrere Todesdrohungen erhalten habe. Am 26. März bedrohte der Fernsehmoderator Jamie Allman Hogg über Twitter, indem er schrieb, er bereite einen Angriff mit einem Schürhaken vor. Hogg rief zu einem Boykott der Werber auf; zwei Wochen später trat Allman zurück und seine Show wurde aus dem Programm genommen. Am 5. Juni 2018 erhielt der Sheriff von Broward County einen anonymen Anruf, dass es eine Geiselnahme in dem Haus der Familie Hogg gebe, was sich bei Betreten des Hauses als Swatting-Streich herausstellte. David befand sich zu der Zeit mit seiner Familie in Washington, um eine Auszeichnung anzunehmen.
Am 27. Januar 2021 veröffentlichte Fred Guttenberg, Vater einer beim Amoklauf getöteten Schülerin, ein Video vom 25. März 2019 (dem Jahrestag des Amoklaufs), wie Hogg auf dem Weg zum Kapitol von Marjorie Taylor Greene, die seit Januar 2021 republikanische Abgeordnete ist, verfolgt und mit Fragen belästigt und schließlich als „Feigling“ bezeichnet worden war, weil er sie ignorierte und nicht antwortete. Hogg, weitere Parkland-Überlebende und demokratische Politiker riefen zu Greenes Rücktritt auf.

## Ehrungen
Ende März 2018 enthüllte die Time das Cover einer April-Ausgabe, das Jaclyn Corin, Alex Wind, González und Hogg zeigt mit dem Schriftzug „Enough“. Die Parkland Students wurden in die Time 100 von 2018 aufgenommen und erhielten einen Beitrag von Barack Obama geschrieben.
Im Mai 2018 erhielt Hogg den American Spirit Award der gemeinnützigen Organisation The Common Good, verliehen vom ehemaligen New Yorker Bürgermeister Michael Bloomberg, der ihn als inspirierend bezeichnete; dazu erhielt er eine Prämie für seine Collegegebühren.
Anfang Juni 2018 erhielten die „March for Our Lives“-Gründer neben anderen Jugendgruppen den Robert F. Kennedy Human Rights Award, verliehen von Ethel Kennedy.
Im November 2018 erhielten Hogg, González, Corin und Matt Deitsch für March for Our Lives den Internationalen Kinder-Friedenspreis, verliehen durch den Friedensnobelpreisträger Desmond Tutu.
Im März 2019 wurde Hogg mit den weiteren Gründungsmitgliedern des March for Our Lives bei den PRWeek U.S. Awards als „Communicator of the Year“ ausgezeichnet.

## Filmografie
Dokumentarfilme
- 2018: Fahrenheit 11/9
- 2019: After Parkland
- 2019: Parkland Rising
- 2019: Generation Columbine
- 2020: Us Kids
- 2020: Voices of Parkland

## Werk
- mit seiner Schwester: David Hogg, Lauren Hogg: #NeverAgain: A New Generation Draws the Line, Random House, New York City, ISBN 978-1-9848-0183-8
  - deutsch: #never Again Das Manifest einer Rebellion, (Übersetzung: Leena Flegler, Henriette Zeltner), btb Verlag, München, 2018, ISBN 978-3-442-71796-5
- Beitrag in: The March for Our Lives Founders: Glimmer of Hope: How Tragedy Sparked a Movement, Random House, New York City, ISBN 978-1-984836-09-0